# Paul Chabas

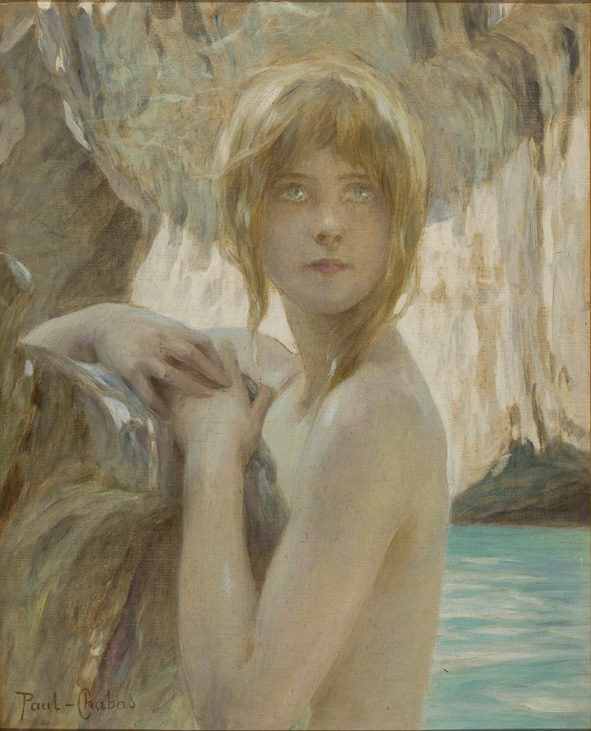
La ninfa Loira

Paul Chabas (Nantes, 7 marzo 1869 – Parigi, 10 maggio 1937) è stato un pittore francese.

## Biografia
Paul Émile Chabas, fratello minore del pittore Maurice (1862-1947), studiò al Liceo di Nantes prima di recarsi a Parigi per iniziare la carriera di pittore. Nella capitale fu allievo di William-Adolphe Bouguereau e di Tony Robert-Fleury.
Viaggiò quindi per l'Europa visitando in particolare la Norvegia, la Grecia e l'Algeria. Al suo ritorno, oltre a dipingere, fece l'illustratore di libri e disegnò per i testi di Paul Bourget e di Alphonse de Lamartine. Era l'ultimo decennio del XIX secolo.
Nel 1921 divenne membro dell'Accademia di Francia e nel 1928 ricevette la Legion d'Onore. Poi, dal 1925 al 1935 assunse la presidenza della "Società degli artisti francesi".
Chabas morì a Parigi nel 1937.

## La sua opera più nota

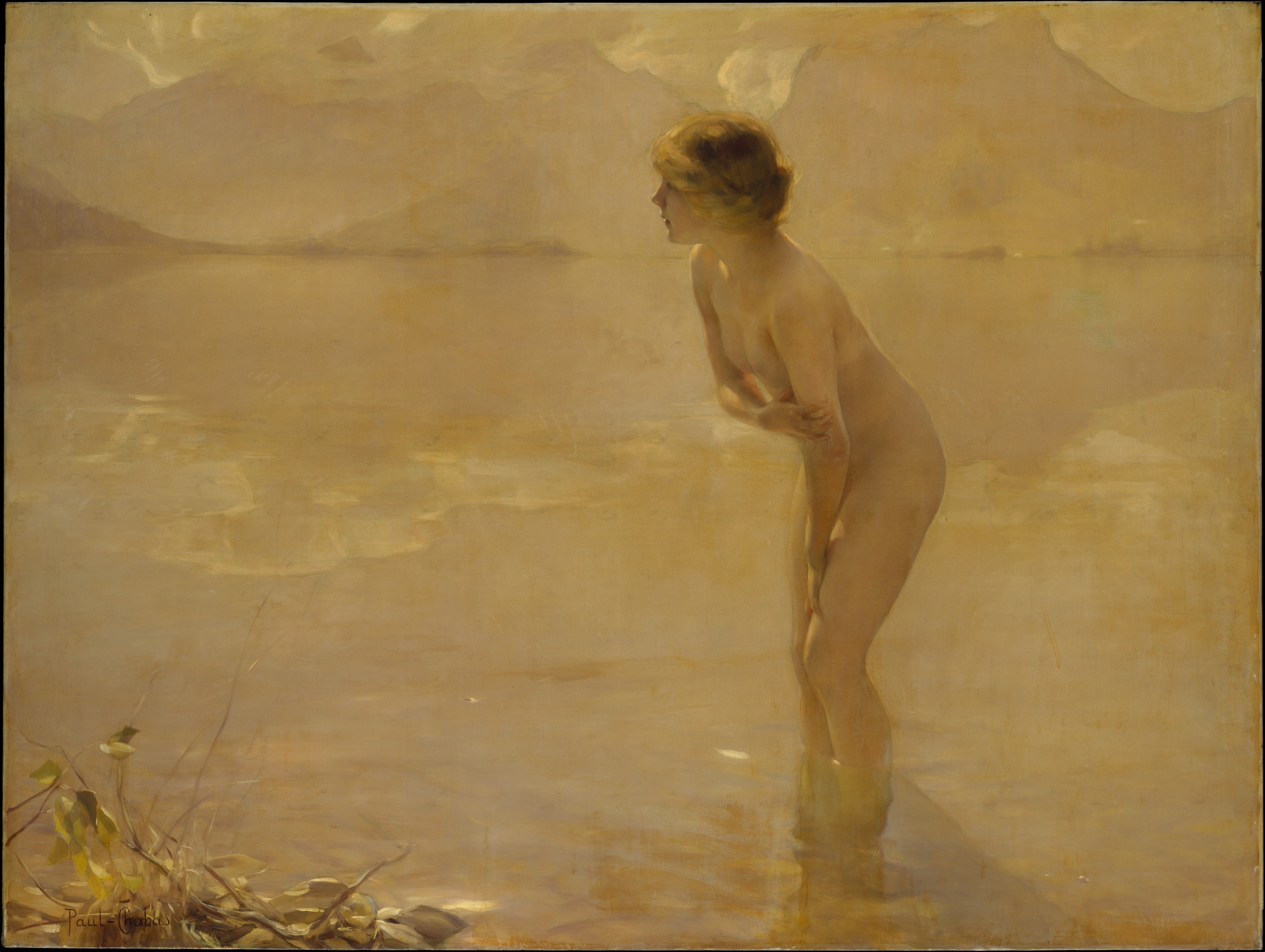
Mattinata settembrina, 1912.

I suoi soggetti preferiti furono dei nudi sottilmente erotici e uno di questi, Mattinata settembrina, divenne particolarmente famoso nel 1913.
Mattinata settembrina fu dipinta in tre estati: terminata e presentata nel Salon del 1912, fu premiata senza suscitare alcuna particolare sensazione, malgrado l'evidente erotismo del soggetto: una giovane nuda che rabbrividisce nelle fredde acque di settembre del lago di Annecy nell'Alta Savoia. La modella era una donna del luogo e Chabas vi aveva adattato il volto di una giovane americana, Julie Phillips, conosciuta con sua madre a Parigi.
Il dipinto fu mandato l'anno dopo ad un'esposizione che si teneva a Chicago, dove il sindaco accusò il gallerista di indecenza, citandolo in tribunale, che gli diede però torto. Questa vicenda giudiziaria rese famoso il quadro che, passato in esposizione a New York, fu visto dal presidente della Society for the Suppression of Vice, Anthony Comstock, il quale ne rimase scandalizzato, reclamandone invano la rimozione dalla mostra.
A questo punto la fama del quadro raggiunse il massimo: in tutto il paese imperversavano vignette satiriche su giornali e riviste, la folla si accalcava per vedere l'opera che fu riprodotta rapidamente in calendari, cartoline e sulle scatole dei più diversi prodotti commerciali.
Paul Chabas lo vendette per 10.000 dollari a un collezionista russo ma, dopo la Rivoluzione russa, il quadro ricomparve a Parigi nella collezione Gulbenkian: di qui passò in una collezione di Filadelfia e infine, nel 1957, al Metropolitan Museum di New York, che lo conserva tuttora. Dato il successo del quadro, Chabas ne dipinse ancora alcune varianti.

## Opere
- Ritratto di Pierre Bourget
- Ritratto di François Coppée
- Ritratto di signora
- Ritratto di donna con un foulard rosso
- Due giovani con una stella marina
- Le ninfe della danza
- Sul fiume
- L'alga

- La ninfa Loira
- Bruma mattiniera
- La bagnante
- Madre e figlia al bagno
- Due bagnanti
- Due bagnanti (1898)
- Ritratto di bambina (1898)
- Sull'acqua (1892)
- Mattinata di settembre (1912)

## Galleria d'immagini

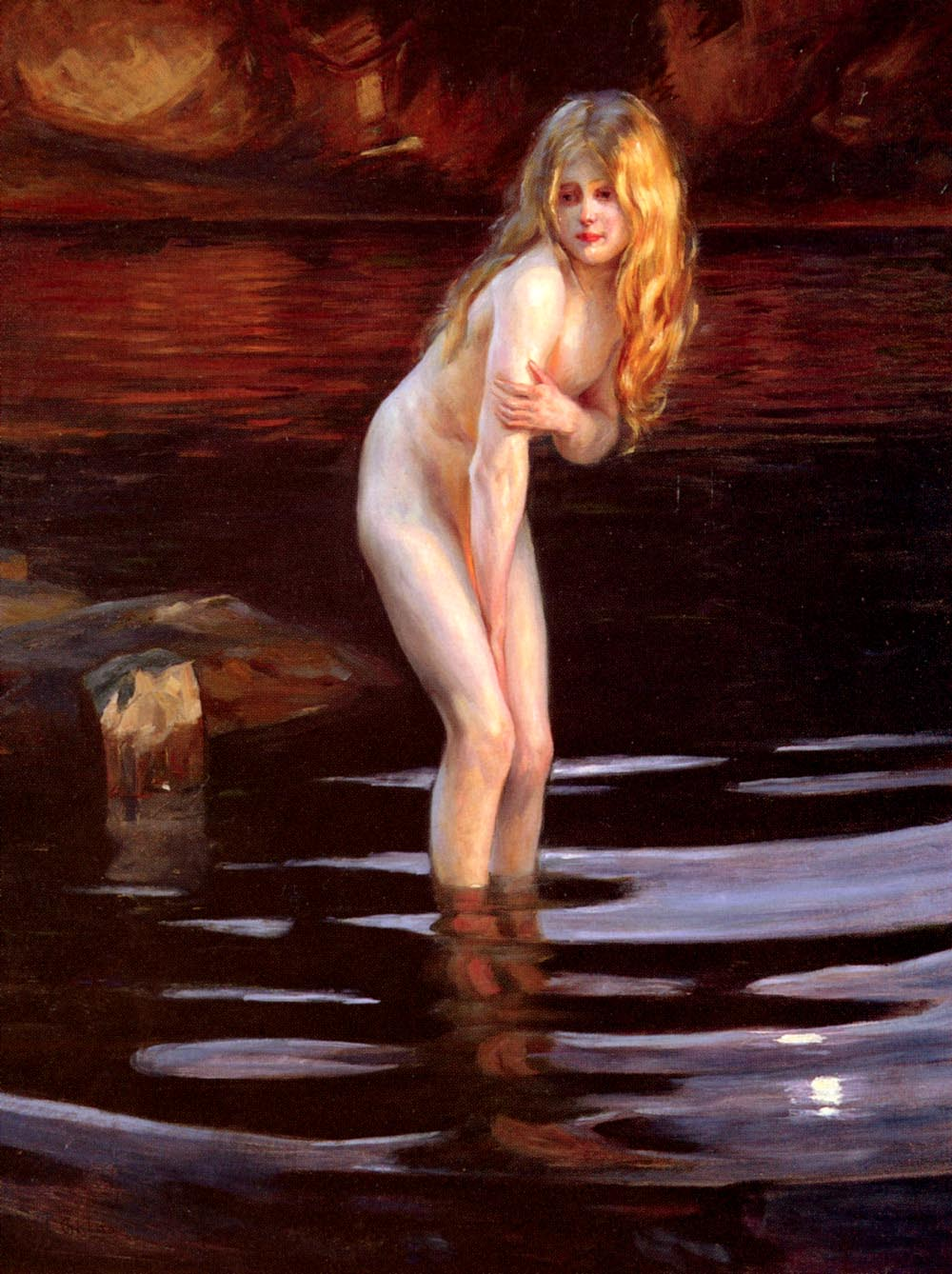
Bagnante
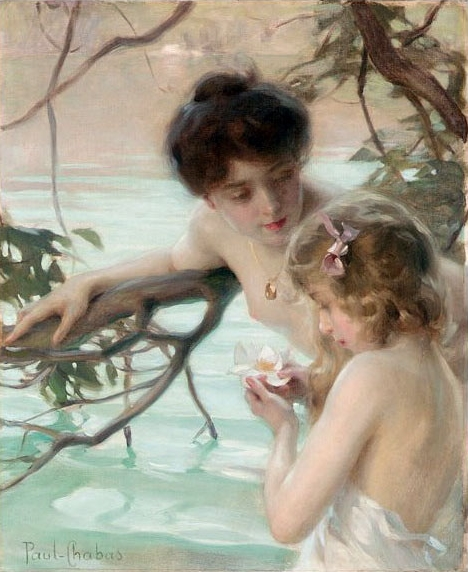
Madre e figlia al bagno
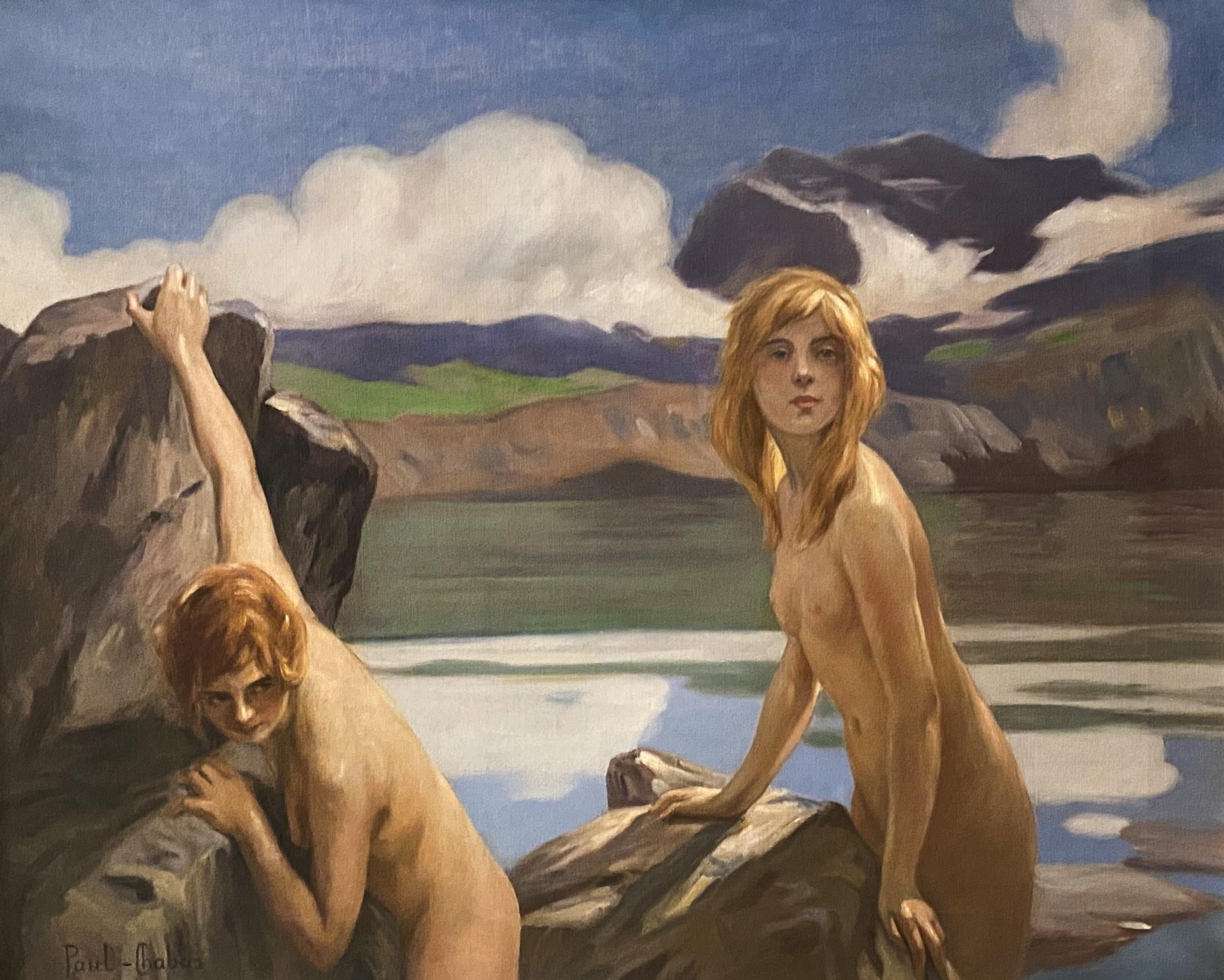
Due bagnanti
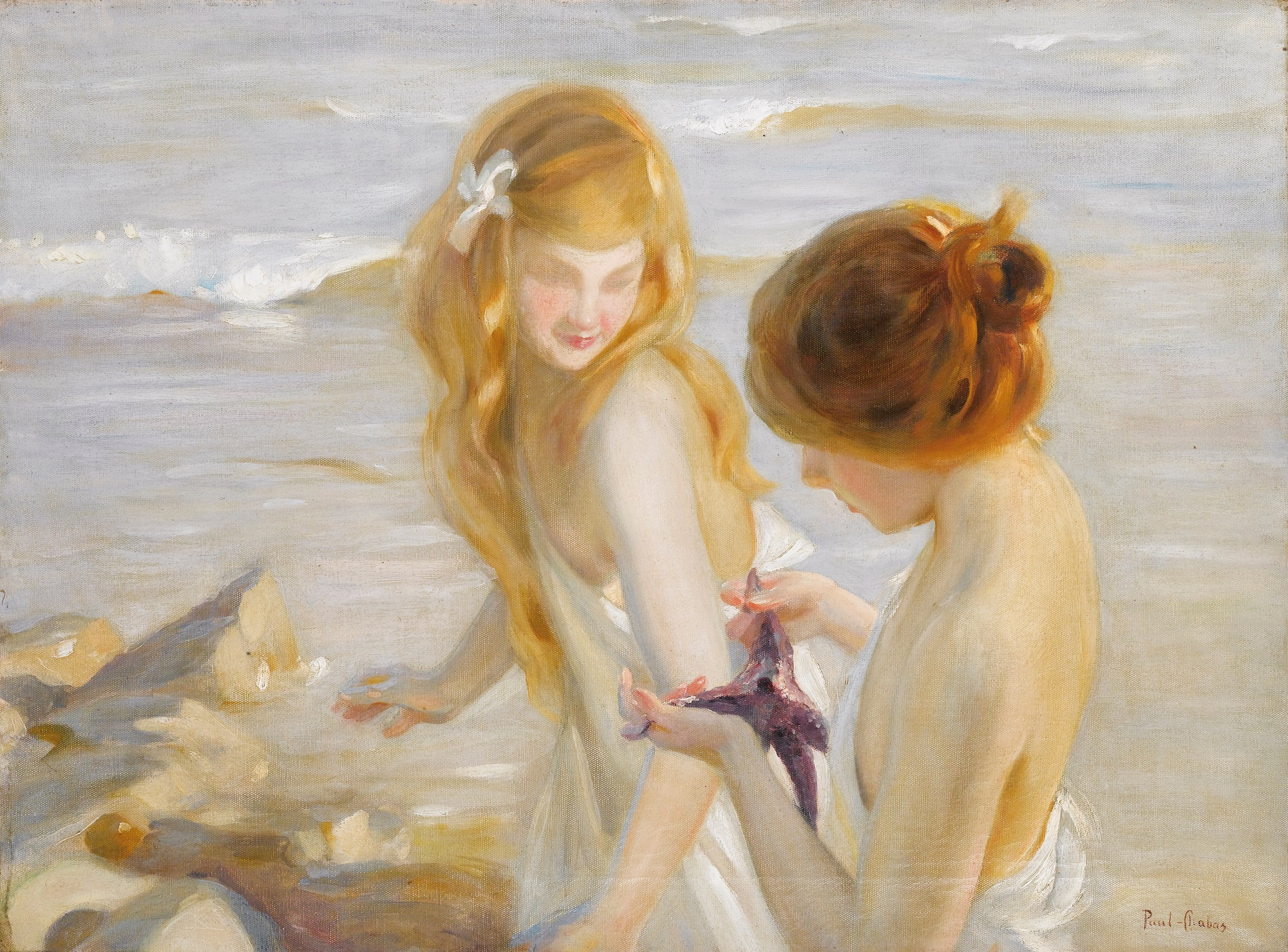
Due giovani con la stella marina
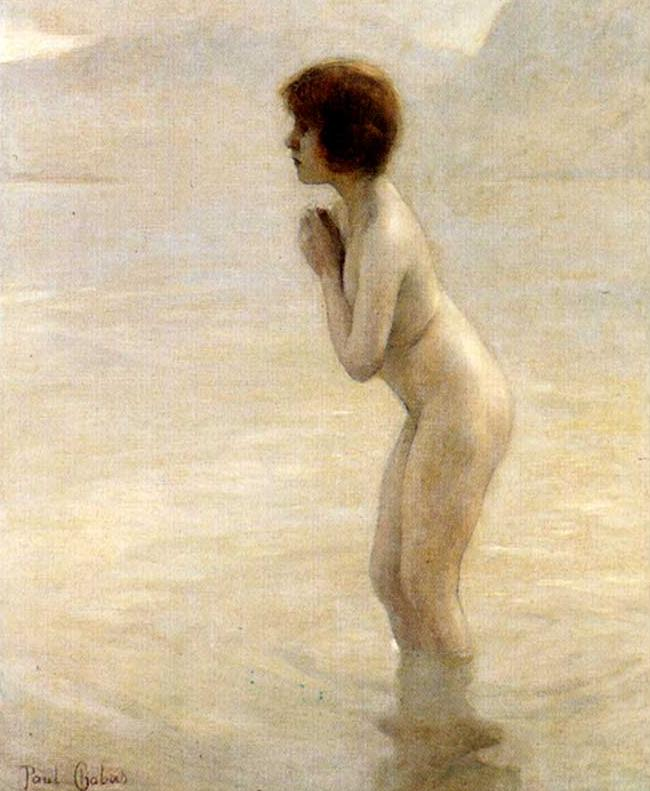
Bruma mattiniera

## Collegamenti esterni

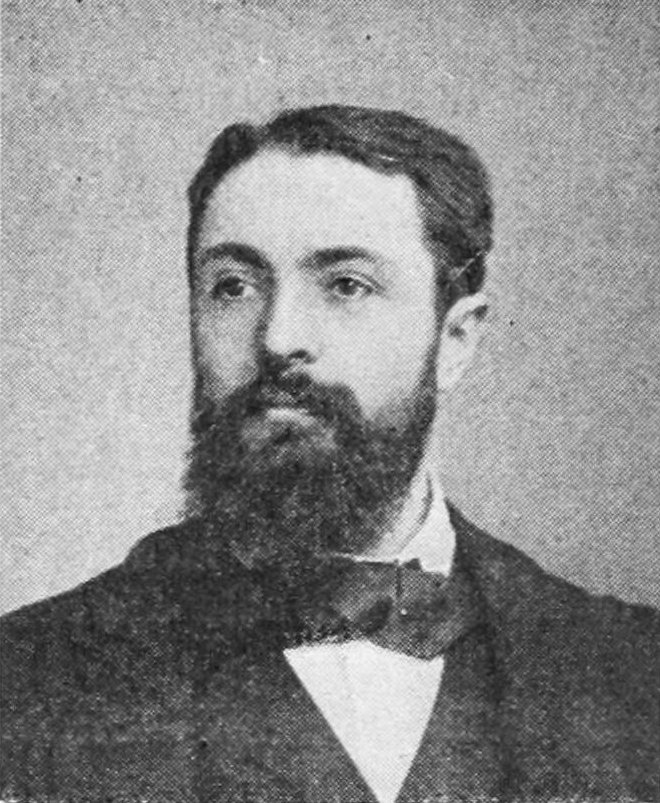
Paul Chabas